# Fageia meridionalis
Fageia meridionalis är en spindelart som beskrevs av Cândido Firmino de Mello-Leitão 1943. Fageia meridionalis ingår i släktet Fageia och familjen snabblöparspindlar. Inga underarter finns listade i Catalogue of Life.